# Scopula coundularia
Scopula coundularia là một loài bướm đêm trong họ Geometridae.